# Polycarpus
Der Polycarpus ist eine Kanones-Sammlung, die der Kardinalpriester Gregor von San Grisogono (gest. 1113) Anfang des 12. Jahrhunderts, vermutlich 1111/12, in Rom kompiliert hat. Gregor widmete sein Werk Diego Gelmírez, dem Bischof (später Erzbischof) von Santiago de Compostela.

## Inhalte und Struktur
Die Sammlung enthält 1540 Kanones, die meisten davon sind Auszüge aus Dekretalen. Die Sammlung enthält ein kurzes Vorwort und ist nach Rechtsmaterien in acht Bücher mit insgesamt 42 Titeln gegliedert, wobei die Titel wiederum in oft sehr kurze Unterabschnitte gegliedert sind. Besonders ausführlich sind die Titel zu Bischofswahlen, Weihen, Taufe, Messfeier, dem niederen Klerus, Wahlen von Äbten, Verfahrensrecht und Ehe.
Die Kapitel zum Kaiser, zu Kardinälen, erzwungenen Eiden und vor allem zur Frage, wie ein in Glaubensfragen irrender Papst zu behandeln seien, werden in der Forschung auf die Ereignisse von 1111/12 bezogen, als Paschal II. seine Rechtgläubigkeit gegen viele kirchliche Kritiker verteidigen mussten. Anhänger der Kirchenreform krisierten vor allem, dass der Papst Anfang 1111 einen radikalen Vorschlag zur Beendigung des Investiturstreits gemacht hatte, der den Verzicht der Bischöfe auf die Regalien bedeutet hätte, und den von Bruno von Segni als Pravilegium geschmähten Vertrag von Ponte Mammolo. Dabei handelte es sich um ein Privileg Paschals, in dem dieser Heinrich V. versprochen hatte, ihm das Recht zur Investitur zu bestätigen, ihn zum Kaiser krönen und ihn niemals wegen Verletzung bestehender Investiturverbote zu exkommunizieren. Gregor von San Grisogono gehörte zu den Kardinälen, die dieses erzwungene Privileg Paschals von 1111 mit unterschrieben hatten und verteidigte den Papst gegen den Vorwurf, er sei mit diesen Versprechungen vom Glauben abgefallen.
Der Polycarpus enthält Kanones zu fast allen Rechtsgebieten, darunter auch Themen, die vor allem an der päpstlichen Kurie relevant waren, z. B. rechtliche Regelungen der Papstwahl (für die Gregor das alte Kirchenrecht, nicht das Papstwahldekret von 1059 zitiert), die Vergabe des Pallium, das Legatenwesen und die Rechte der niederen Kardinalsklassen.

## Vorlagen
Gregor zog zahlreiche ältere (teils sehr alte) Sammlungen heran, aus denen er Material für seinen Polycarpus entnahm. Nicht alle seine Vorlagen sind identifiziert.
Die mit Abstand meisten Kanones entnahm er dem Liber decretorum des Burchard von Worms, der Collectio canonum des Anselm von Lucca, der Sammlung Diversorum patrum sententiae und einer relativ unbekannten italienischen Sammlung (Collectio II librorum/VIII partium). Weiteres Material entnahm er Pseudoisidor und der Dionysio-Hadriana. Gregor scheint das Register Gregors des Großen benutzt zu haben und hatte möglicherweise Zugriff auf weitere päpstliche Register.

## Rezeption
Zwölf mittelalterliche Handschriften des Polycarpus sind erhalten; sie stammen aus Italien und dem Süden Frankreichs. Die Sammlung war auch auf der Iberischen Halbinsel bekannt. Am intensivsten wurde sie aber in Italien benutzt, wo sie im Laufe des 12. Jahrhunderts zur Kompilation zahlreicher Sammlungen verwendet wurde. Die bekannteste und einflussreichste dieser Sammlungen ist das Decretum Gratiani, das um 1140 in Bologna entstand.

## Editionen
Es gibt keine vollständige kritische Edition, aber in der Forschung wird meist der von Carl Erdmann erstellte Text verwendet. Erdmann arbeitete zwischen ca. 1926 und ca. 1933 an der Edition. Nach Erdmanns Tod 1945 gelangte das Typoskript nach mehreren Umlagerungen zunächst ins Archiv der Akademie der Wissenschaften der DDR, dann an die Universität Tübingen und schließlich ins Archiv der MGH; dabei ging ein Teil der Seiten verloren. Uwe Horst übertrug das Typoskript und ergänzte die Lücken in den späten 1970er Jahren. Horst Fuhrmann überarbeitete diese Fassung und ließ sie (ohne Vorwort) um 2000 online erscheinen; eine um das Vorwort ergänzte Fassung ist bis heute auf der Homepage der MGH als pdf verfügbar. Die Edition verfügt über einen apparatus criticus, aber keinen apparatus fontium; als Ersatz für diesen kann die Studie von Uwe Horst genutzt werden, ergänzt um die Befunde von Giuseppe Motta.
- Pietro Ballerini, Girolamo Ballerini: Appendix ad Sancti Leonis Magni opera [...] Tomus tertius. Venedig 1757, CCCXV (archive.org [abgerufen am 10. November 2022]). Nachdruck in: Patrologia latina, Bd. 56, Sp. 347–348  (Digitalisat) (nur Vorwort, nach BAV, Vat. lat. 1354).
- Hermann Hüffer: Beiträge zur Geschichte der Quellen des Kirchenrechts und des Römischen Rechts im Mittelalter, Münster 1862, 75–76 (nur Vorwort, nach BAV, Vat. lat. 3881; Digitalisat)
- Polycarpus. Hrsg. von Carl Erdmann. München, Archiv der MGH, K 73 (Ohne Buch 4; auf Basis von Madrid, BNE, MS 7127 und anderen Handschriften)
- Die Sammlung „Policarpus“ des Kardinals Gregor von S. Grisogono. Angelegt und gestaltet von Carl Erdmann (†). Zum Druck vorbereitet von Uwe Horst, unter Mitarbeit von Michael Klein, herausgegeben von Horst Fuhrmann, ca. 2000. PDF.

## Übersetzungen
- Robert Somerville, Bruce Clark Brasington: Prefaces to Canon Law Books in Latin Christianity: Selected Translations, 500–1317. 2. Auflage. Catholic University of America Press, Washington 2020, S. 110–111. (Übersetzung weitgehend auf Basis von Hüffers Edition.)